# 2. ŽNL Vukovarsko-srijemska NS Županja 2016./17.
Prvenstvo se igralo trokružno. Prvenstvo i plasman u 1. ŽNL Vukovarsko-srijemsku je osvojila NK Budućnost Šiškovci. Iz lige nitko nije ispao, jer je 2. ŽNL najniži rang natjecanja za klubove iz Nogometnog središta Županja.

## Tablica
| Mj. | Klub                         | Sus. | Pobj. | Ner. | Por. | GR.   | Bod. |
| --- | ---------------------------- | ---- | ----- | ---- | ---- | ----- | ---- |
| 1.  | NK Budućnost Šiškovci        | 21   | 19    | 2    | 0    | 75:15 | 59   |
| 2.  | NK Posavac Posavski Podgajci | 21   | 15    | 3    | 3    | 57:19 | 48   |
| 3.  | NK Županja 77                | 21   | 11    | 1    | 9    | 41:41 | 34   |
| 4.  | NK RAŠK Rajevo Selo          | 21   | 11    | 1    | 9    | 35:35 | 34   |
| 5.  | NK Borac Drenovci            | 21   | 7     | 5    | 9    | 35:33 | 26   |
| 6.  | NK Srijemac Strošinci        | 21   | 4     | 3    | 14   | 23:56 | 15   |
| 7.  | NK Sloga Račinovci           | 21   | 4     | 2    | 15   | 31:60 | 14   |
| 8.  | NK Sloga Štitar              | 21   | 3     | 3    | 15   | 25:63 | 12   |

## Rezultati
| NK Posavac Posavski Podgajci - NK Srijemac Strošinci 1:2 NK Županja 77 - NK Budućnost Šiškovci 1:3 NK RAŠK Rajevo Selo - NK Sloga Štitar 4:2 NK Borac Drenovci - NK Sloga Račinovci 3:1 | NK Srijemac Strošinci - NK Budućnost Šiškovci 1:4 NK Sloga Štitar - NK Županja 77 1:2 NK Sloga Račinovci - NK RAŠK Rajevo Selo 0:1 NK Posavac Posavski Podgajci - NK Borac Drenovci 2:1 | NK Borac Drenovci - NK Srijemac Strošinci 2:0 NK RAŠK Rajevo Selo - NK Posavac Posavski Podgajci 0:3 NK Županja 77 - NK Sloga Račinovci 3:1 NK Budućnost Šiškovci - NK Sloga Štitar 4:0 |
| NK Srijemac Strošinci - NK Sloga Štitar 3:0 NK Borac Drenovci - NK RAŠK Rajevo Selo 2:0 NK Sloga Račinovci - NK Budućnost Šiškovci 1:7 NK Posavac Posavski Podgajci - NK Županja 77 7:1 | NK Sloga Štitar - NK Sloga Račinovci 6:3 NK Budućnost Šiškovci - NK Posavac Posavski Podgajci 3:0 NK Županja 77 - NK Borac Drenovci 3:2 NK RAŠK Rajevo Selo - NK Srijemac Strošinci 6:0 | NK RAŠK Rajevo Selo - NK Županja 77 4:0 NK Srijemac Strošinci - NK Sloga Račinovci 0:0 NK Borac Drenovci - NK Budućnost Šiškovci 1:1 NK Posavac Posavski Podgajci - NK Sloga Štitar 4:0 |
| NK Sloga Račinovci - NK Posavac Posavski Podgajci 0:3 NK Sloga Štitar - NK Borac Drenovci 2:0 NK Budućnost Šiškovci - NK RAŠK Rajevo Selo 2:0 NK Županja 77 - NK Srijemac Strošinci 1:0 | NK Budućnost Šiškovci - NK Županja 77 4:0 NK Sloga Račinovci - NK Borac Drenovci 1:1 NK Sloga Štitar - NK RAŠK Rajevo Selo 1:0 NK Srijemac Strošinci - NK Posavac Posavski Podgajci 0:1 | NK Borac Drenovci - NK Posavac Posavski Podgajci 1:1 NK Županja 77 - NK Sloga Štitar 5:0 NK Budućnost Šiškovci - NK Srijemac Strošinci 8:0 NK RAŠK Rajevo Selo - NK Sloga Račinovci 3:1 |
| NK Sloga Štitar - NK Budućnost Šiškovci 0:2 NK Sloga Račinovci - NK Županja 77 2:3 NK Posavac Posavski Podgajci - NK RAŠK Rajevo Selo 3:0 NK Srijemac Strošinci - NK Borac Drenovci 2:2 | NK Sloga Štitar - NK Srijemac Strošinci 1:3 NK Budućnost Šiškovci - NK Sloga Račinovci 4:1 NK RAŠK Rajevo Selo - NK Borac Drenovci 3:1 NK Županja 77 - NK Posavac Posavski Podgajci 1:2 | NK Posavac Posavski Podgajci - NK Budućnost Šiškovci 1:1 NK Srijemac Strošinci - NK RAŠK Rajevo Selo 2:3 NK Borac Drenovci - NK Županja 77 2:1 NK Sloga Račinovci - NK Sloga Štitar 4:1 |
| NK Županja 77 - NK RAŠK Rajevo Selo 2:0 NK Sloga Štitar - NK Posavac Posavski Podgajci 0:6 NK Sloga Račinovci - NK Srijemac Strošinci 2:0 NK Budućnost Šiškovci - NK Borac Drenovci 3:2 | NK Borac Drenovci - NK Sloga Štitar 2:0 NK RAŠK Rajevo Selo - NK Budućnost Šiškovci 0:5 NK Posavac Posavski Podgajci - NK Sloga Račinovci 2:1 NK Srijemac Strošinci - NK Županja 77 1:5 | NK Budućnost Šiškovci - NK Sloga Račinovci 5:1 NK Posavac Posavski Podgajci - NK Sloga Štitar 5:0 NK Županja 77 - NK Srijemac Strošinci 3:2 NK RAŠK Rajevo Selo - NK Borac Drenovci 1:0 |
| NK Sloga Račinovci - NK Borac Drenovci 3:2 NK Sloga Štitar - NK Županja 77 0:1 NK Srijemac Strošinci - NK RAŠK Rajevo Selo 1:2 NK Budućnost Šiškovci - NK Posavac Posavski Podgajci 3:1 | NK Posavac Posavski Podgajci - NK Sloga Račinovci 4:1 NK Županja 77 - NK Budućnost Šiškovci 1:2 NK RAŠK Rajevo Selo - NK Sloga Štitar 2:2 NK Borac Drenovci - NK Srijemac Strošinci 4:1 | NK Sloga Račinovci - NK Srijemac Strošinci 0:1 NK Sloga Štitar - NK Borac Drenovci 2:2 NK Budućnost Šiškovci - NK RAŠK Rajevo Selo 3:0 NK Posavac Posavski Podgajci - NK Županja 77 2:2 |
| NK Županja 77 - NK Sloga Račinovci 6:1 NK RAŠK Rajevo Selo - NK Posavac Posavski Podgajci 1:3 NK Borac Drenovci - NK Budućnost Šiškovci 2:4 NK Srijemac Strošinci - NK Sloga Štitar 3:3 | NK Sloga Račinovci - NK Sloga Štitar 5:2 NK Budućnost Šiškovci - NK Srijemac Strošinci 4:0 NK Posavac Posavski Podgajci - NK Borac Drenovci 2:0 NK Županja 77 - NK RAŠK Rajevo Selo 0:2 | NK RAŠK Rajevo Selo - NK Sloga Račinovci 3:2 NK Borac Drenovci - NK Županja 77 3:0 NK Srijemac Strošinci - NK Posavac Posavski Podgajci 1:4 NK Sloga Štitar - NK Budućnost Šiškovci 2:3 |

## Vanjske poveznice
- Zupanijski Nogometni Savez Vukovarsko-srijemske županije  Arhivirana inačica izvorne stranice od 1. studenoga 2015. (Wayback Machine)